# یونه‌زاوا، یاماگاتا
یونه‌زاوا در استان یاماگاتا در کشور ژاپن  واقع شده‌است  که دارای جمعیت ۹۱٬۷۰۴ نفر و مساحت ۵۴۸٫۷۴ کیلومتر مربع با تراکم جمعیت ۱۶۷  نفر در کیلومترمربع است و در تاریخ ۴ ژانویه ۱۸۸۹ به عنوان شهر شناخته شد.